# 106-й отдельный гвардейский сапёрный батальон 92-й гвардейской стрелковой дивизии
106-й отдельный гвардейский саперный батальон 92-й гвардейской стрелковой дивизии был сформирован в районе хутора Яблонево Карачанского района Белгородской области в июле 1943 года на базе саперных рот 149-й и 12-й гвардейских стрелковых бригад, отличившихся в Сталинграде. Начальником штаба батальона (адъютантом старшим) был назначен командир саперной роты 149 бригады капитан Копман, бывший строитель. Замполитом стал замполит той роты старший лейтенант Николенко, бывший судья. На должность заместителя командира батальона прибыл капитан Зорин, служивший ранее в авиации. Командиром батальона стал майор Арустамов, осетин.
Первой задачей батальона было оборудование оборонительных сооружений и установка минных полей в районе обороны дивизии под Белгородом. Затем было наведение переправ при форсировании Днепра, участие в Ясско-Кишиневской операции, поход в Румынию и Болгарию до города Бургас, где бойцы батальона и встретили окончание войны.